# NRJ Morgon med Knappen & Hakim (radioprogram)

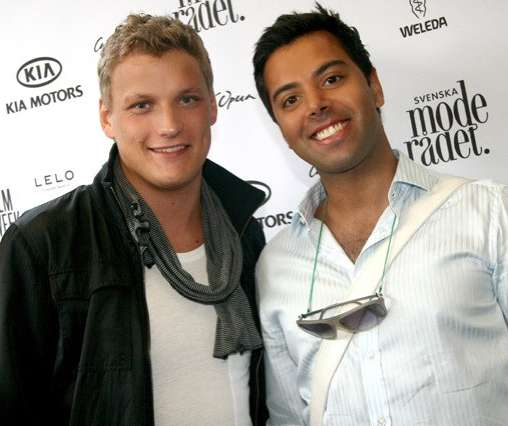
Knappen & Hakim

Radiostationen NRJ:s morgonprogram som gjort sig kända för sina busringningar "NRJ Wake Up Call". Programmet startade den 3 mars 2008 och har sedan starten lets av Markus "Knappen" Johansson och Hakim Transby.

## Urval av gäster
- Lady Gaga
- Rihanna
- David Guetta
- Florida
- Måns Zelmerlöv
- Pink
- Slash
- Redone
- Danny Saucedo
- Sheryl Cole
- Daniel Adams Ray
- Oskar Linnros